# Alexeï Zemski
Alexeï Vladimirovitch Zemski (Алексе́й Влади́мирович Зе́мский), né le 11 octobre 1967 à Moscou, est un producteur russe de télévision et de cinéma, ancien acteur, ancien directeur général adjoint de la VGTRK, ancien rédacteur en chef de la chaîne de télévision Rossiya 1 (2012-2015), devenu en 2015 directeur général de la chaîne privée de télévision russe NTV.